# Dorothee Kemper
Dorothee Kemper (* 1963) ist eine deutsche Kunsthistorikerin.

## Werdegang
Dorothee Kemper studierte Kunstgeschichte, Philosophie und Germanistik an den Universitäten in Heidelberg und Bonn. Ebendort wurde sie 1993 mit einer Arbeit über die Bauplastik der Kirche  SS. Niccolò e Cataldo in Lecce und ihrer Umgebung promoviert. 2015 bis 2018 war sie in einem BMBF-Verbundforschungsprojekt am Kunsthistorischen Institut der Universität Kiel zur Erforschung niedersächsischer Emails angestellt. Seit 2017 ist sie Geschäftsführerin des Deutschen Vereins für Kunstwissenschaft.
Sie forscht und publiziert intensiv zu hochmittelalterlicher Goldschmiedekunst, insbesondere zu Emails. Die Erforschung von Großschreinen und auch kleinformatigen Reliquiaren, etwa der Engerer Burse im Rahmen eines rezenten Berliner Forschungsprojektes, schließt dies ein.

## Veröffentlichungen (Auswahl)
- mit Kai Kappel: Die Marienkirche Friedrichs II. in Altamura (Apulien). Probleme der Baugeschichte. In: Zeitschrift für Kunstgeschichte. Band 55, 1992, S. 482–506.
- SS. Niccolò e Cataldo in Lecce – als Ausgangspunkt für die Entwicklung mittelalterlicher Bauplastik in Apulien und der Basilicata (= Manuskripte für Kunstwissenschaft in der Wernerschen Verlagsgesellschaft. Band 41). Worms 1994.
- mit Andreas Eckl, Ulrich Rehm (Hrsg.): Marcel Duchamp. Das Große Glas. Beiträge aus Kunstgeschichte und philosophischer Ästhetik (= Kunstwissenschaftliche Bibliothek. Band 16). König, Köln 2000, ISBN 3-88375-457-9.
- Bauornamentik des 11. bis 15. Jahrhunderts im Rheinischen Landesmuseum Bonn (= Kataloge des Rheinischen Landesmuseums Bonn. Band 10). Reichert, Wiesbaden 2003.
- Gregor von Spoleto im Kölner Dom. In: Kölner Domblatt. Jahrbuch des Zentral-Dombauvereins. Band 72, 2007, S. 61–96.
- mit Christoph Keller: Das Fragmente einer Schrankenanlage aus dem Bonner Münster. In: Andreas Odenthal, Albert Gerhards (Hrsg.): Märtyrergrab, Kirchengrab, Gottesdienst II. Interdisziplinäre Studien zum Bonner Cassiusstift (= Studien zur Kölner Kirchengeschichte. Band 36). Schmitt, Siegburg 2008, S. 103–111.
- Die Goldschmiedearbeiten am Dreikönigenschrein (= Die großen Reliquienschreine des Mittelalters. Band 1.2). 3 Bände. Köln 2014.
- Mobilität im Umfeld des Großreliquiars. Ein Beitrag zum Themenkomplex der Reliquienschreine. In: Wolfgang Augustyn, Ulrich Söding (Hrsg.): Dialog – Transfer – Konflikt. Künstlerische Wechselbeziehung im Mittelalter und in der Frühen Neuzeit (= Veröffentlichungen des Zentralinstituts für Kunstgeschichte in München. Band 33). Klinger, Passau 2014, S. 89–108.
- The shrine of saint Godehard at Hildesheim. A scientific project. In: Nicole Brochard, Anne Wagner (Hrsg.): Saint Gothard, la memoire de l’éveque et le contrôle du col alpin (= Centre de recherche universitaire lorrain d’histoire. Band 56). Metz 2015, S. 67–82.
- Bemerkungen zu den Kölner Blaugold-Emails des Nikolaus von Verdun. In: Zeitschrift des Deutschen Vereins für Kunstwissenschaft. Band 69, 2015, S. 107–129.
- mit Klaus Gereon Beuckers (Hrsg.): Typen mittelalterlicher Reliquiare zwischen Innovation und Tradition (= Objekte und Eliten in Hildesheim 1130 bis 1250. Band 2). Schnell & Steiner, Regensburg 2017.
- mit Klaus Gereon Beuckers (Hrsg.): Das Welandus-Reliquiar im Louvre. Ein Hauptwerk niedersächsischer Emailkunst in interdisziplinärer Perspektive (= Objekte und Eliten in Hildesheim 1130 bis 1250. Band 3). Schnell & Steiner, Regensburg 2018.
- Die Hildesheimer Emailarbeiten des 12. und 13. Jahrhunderts (= Objekte und Eliten in Hildesheim 1130 bis 1250. Band 4). Schnell & Steiner, Regensburg 2020.
- Corpus Scriniorum. Ein Beitrag zur Erfassung der großen Reliquienschreine des Mittelalters. In: Das Münster. Zeitschrift für christliche Kunst und Kunstwissenschaft. Band 73, 2020, S. 3–6.
- Die Reliquienburse aus Enger. Technik, Materialien, Kontext. In: Holger Kempkens, Christiane Ruhmann (Hrsg.): Corvey und das Erbe der Antike. Kaiser, Klöster und Kulturtransfer im Mittelalters. Imhof, Petersberg 2024, S. 464–473.